# RegKeeper
RegKeeper — мощный и простой в использовании инструмент для разработчиков Shareware, Micro-ISV или поставщиков программного обеспечения, который способен автоматизировать большую часть работы по обработке заказов.

## Описание
Компания SiComponents предлагает мощный инструмент для управления продаж и контактов с удалённым клиентом.
RegKeeper разбирает и оформляет бланки заказов, производит синтаксический анализ, генерирует счёт-фактуры, автоматически отправляет электронную почту и многое другое, тем самым экономит массу времени.
Также RegKeeper поддерживает возрастную ограниченность, чёрный список, фильтр, хранение истории продаж, создание отчётов, диаграмм, графиков и географических распределений покупателей.

## Особенности
- Поддержка MySQL для использования базы данных совместно с другими веб-приложениями.
- Надежная база данных системы для управления продуктами, заказами, регистраторами и прочими сторонними реселлерами, такими как PayPal, Share-It!, Plimus, RegNow, NorthStar Solutions, eSellerate, RegSoft, DigiBuy, V-Share, SWREG, Reg.Net, Amazon.co.uk, Emetrix, Qwerks, PalmGear, Handango, Miva Merchant, SoftKey, Kagi, 2CheckOut и SafeHarbor.
- Как только заказ от клиента обработан, программа автоматически отправляет сообщение с подтверждением. В случае, если осуществляется продажа Shareware продукта, то RegKeeper будет производить разблокировку информации.
- Публикация базы данных на Интернет-сервере и иметь к ней доступ из любой точки мира.
- Утилита работает под управлением 32-битных и 64-разрядных операционных систем Microsoft Windows.